# Moteur universel
 (mai 2013).
Si vous disposez d'ouvrages ou d'articles de référence ou si vous connaissez des sites web de qualité traitant du thème abordé ici, merci de compléter l'article en donnant les références utiles à sa vérifiabilité et en les liant à la section « Notes et références ».

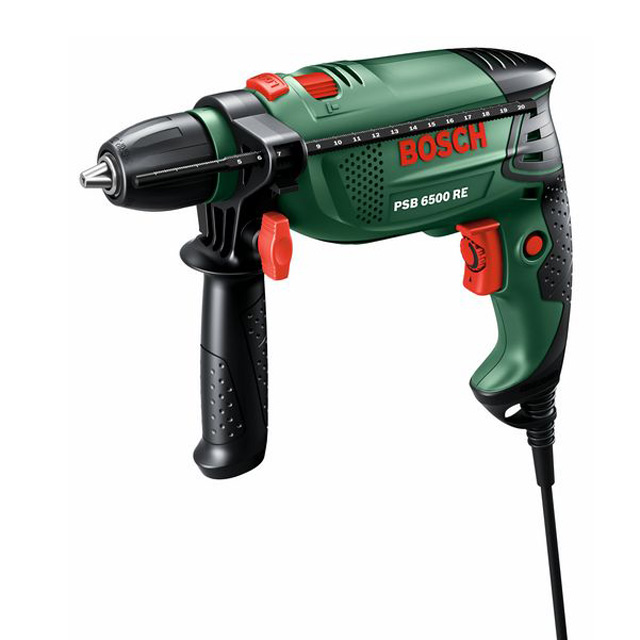
la majorité de l'outillage électroportatif filaire est équipé de moteurs universels

Un moteur universel est un moteur électrique fonctionnant sur le même principe qu'une machine à courant continu à excitation série : le rotor est connecté en série avec l'enroulement inducteur, ce qui permet que les courants du rotor et du stator soient toujours dans le même sens. Le couple de cette machine est indépendant du sens de circulation du courant et est proportionnel au carré de son intensité. Il peut donc être alimenté indifféremment en courant continu ou en courant alternatif, d'où son nom .

## Description

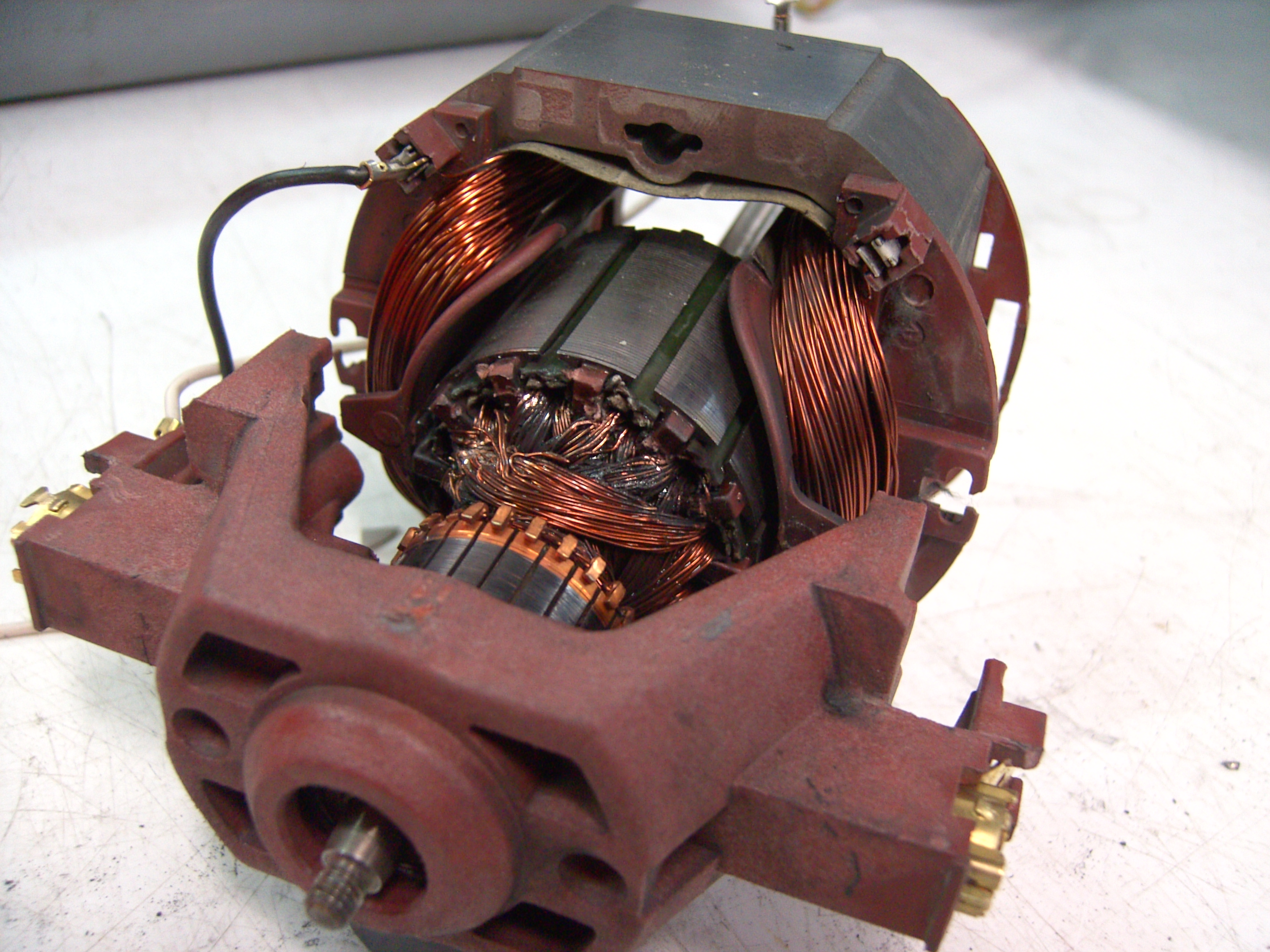
Moteur universel moderne et bon marché, provenant d'un aspirateur. Les enroulements de champ sont en fil de cuivre, vers l'arrière des deux côtés.
Le noyau métallique stratifié du rotor est gris, avec des fentes plus foncées pour l'enroulement des bobines à haut rendement. Le collecteur métallique de forme similaire (partiellement caché vers l'avant) est devenu sombre à force d'utilisation. La grande pièce brune en plastique moulé au premier plan supporte les guides de balais et les balais (des deux côtés), ainsi que le roulement avant du moteur.

Pour limiter les courants de Foucault qui apparaissent systématiquement dans toutes les zones métalliques massives soumises à des champs magnétiques alternatifs, son stator et son rotor sont feuilletés.
D'une manière générale, le rendement de ce type de machine est mauvais (mais leur coût de fabrication est réduit), leur couple est faible, mais leur vitesse de rotation est importante. Quand ils sont utilisés dans des dispositifs exigeant un couple important, ils sont associés à un réducteur mécanique.
C'est en particulier le cas pour l'électroménager et l'outillage électroportatif de faible puissance (jusqu’aux alentours de 1,2 kW) et de nombreuses applications domestiques.
Ces moteurs sont aussi très utilisés avec les aspirateurs. Dans ce cas la turbine est en direct avec le moteur et l'air aspiré circule dans l'entrefer, ce qui permet de bien refroidir le moteur mais présente l’inconvénient d'amener beaucoup de poussière dans le moteur, entre autres si le filtre moteur n'est pas remplacé régulièrement ou est supprimé.
La vitesse de rotation de ces moteurs dépend fortement de la valeur de la tension d'alimentation car elle est proportionnelle à la force électromotrice qui est proche de la tension d'alimentation. En régime de courant alternatif, elle peut être facilement réglée par un dispositif peu coûteux tel que le gradateur à angle de phase (le même genre de variateur qui sert à régler l'intensité lumineuse des luminaires).

## Inconvénients
- Mauvais rendement (60 %)[2].
- Usure des balais alimentant le rotor, comme dans toute machine à courant continu. Cette usure les rend inaptes à une utilisation pendant de longues durées (ex : équipements industriels, gros outillage, etc.).
- Les ruptures de contact successives, inhérentes au fonctionnement de l'ensemble balais-collecteur, génèrent des parasites dans le circuit d'alimentation et des interférences électromagnétiques et radioélectriques gênantes pour beaucoup d'autres appareils : télévisions, radios, téléphones.
- utilisé avec un gradateur à angle de phase, comme il est courant avec les machines à laver par exemple, celui-ci engendre une importante quantité de puissance déformante faisant chuter considérablement le facteur de puissance, ce système n'est donc pas adapté aux installations professionnelles et industrielles tenues de respecter un facteur de puissance minimum.

## Avantages
- Coûts de fabrication très faibles.
- Grande facilité de variation de vitesse.
- Pas de rhéostat de démarrage en utilisation industrielle[a],[b].

## Remarque
Compte tenu du mauvais rendement de ce type de moteur, il ne faut pas confondre la puissance absorbée (celle qui est délivrée au moteur par le système d'alimentation électrique) et la puissance utile (celle qui est transmise par le moteur à l'appareillage qu'il entraîne). Cette remarque est particulièrement valable quand on parle de la puissance d'un aspirateur.